# 劇団若獅子
劇団若獅子（げきだんわかしし）は、1987年に設立された劇団。
1987年9月に解団した新国劇の中堅メンバー18人で結成された。辰巳柳太郎の弟子の笠原章が代表を務め、新国劇で培った作風を受け継ぎ、新国劇時代の作品だけではなく新作や現代劇も上演し、大衆演劇の継承・保存・定着を目指ながら上演活動を展開している。
解団時に新国劇の名称は創設者の澤田正二郎の遺族に返還されているため厳密な意味での後継劇団ではないが、前述の経緯から人的繋がりが深く、演目や作風も受け継いでいるなど後継に近い性格を有している。

## 主なメンバー
- 笠原章
- 南條瑞江
- 御影伸介
- 桂広行
- 水野善之
- 中川歩
- 浅井弘二
- 甲阪真一郎